# Laghi di Conversano
Laghi di Conversano este o arie protejată (arie specială de conservare — SAC, sit de importanță comunitară — SCI) din Italia întinsă pe o suprafață de 218 ha, integral pe uscat.

## Localizare
Centrul sitului Laghi di Conversano este situat la coordonatele 40°55′18″N 17°07′34″E / 40.921667°N 17.126111°E.

## Înființare
Situl Laghi di Conversano a fost declarat sit de importanță comunitară în iunie 1995 pentru a proteja 20 de specii de animale. Situl a fost protejat și ca arie specială de conservare în martie 2018.

## Biodiversitate
Situată în ecoregiunea mediteraneană, aria protejată conține 2 habitate naturale: Ape puternic oligomezotrofe cu vegetație bentonică cu Chara spp., Păduri de Quercus trojana.
La baza desemnării sitului se află mai multe specii protejate:
- păsări (18): privighetoare-de-baltă (Acrocephalus melanopogon), rață pitică (Anas crecca), rață mare (Anas platyrhynchos), stârc roșu (Ardea purpurea), stârc galben (Ardeola ralloides), chirichița cu obraz alb (Chlidonias hybrida), chirighiță neagră (Chlidonias niger), erete de stuf (Circus aeruginosus), egretă mică (Egretta garzetta), becațină comună (Gallinago gallinago), piciorong (Himantopus himantopus), frunzăriță galbenă (Hippolais icterina), stârc pitic (Ixobrychus minutus), stârc de noapte (Nycticorax nycticorax), țigănuș (Plegadis falcinellus), ciocântors (Recurvirostra avosetta), rață cârâitoare (Spatula querquedula), chiră mică (Sternula albifrons)
- reptile (2): șarpele cu patru dungi (Elaphe quatuorlineata), elaphe situla (Zamenis situla)

Pe lângă speciile protejate, pe teritoriul sitului au mai fost identificate 2 specii de amfibieni, 6 specii de reptile.